# Ali Baba og De fyrretyve Røvere
Ali Baba og De fyrretyve Røvere er en historie fra historiesamlingen Tusind og en Nat. Sammen med Aladdin og Sinbad er den en af de mest kendte historier derfra.
Herfra stammer citatet. "Sesam luk dig op", Ali Baba bruger til at åbne den hemmelige dør til røvernes grotte.